# Джузеппе Рота
Джузеппе Рота (італ. Giuseppe Rota, 18 листопада 1860, Неаполь - 24 грудня 1953, Рим) - італійський генерал, кораблебудівник та політик.

## Біографія
Джузеппе Рота народився 18 листопада 1860 року в Неаполі. Закінчив Вищу військово-морську школу в Генуї за спеціальністю морська інженерія та механіка. У званні інженера 2-го класу був призначений в Технічний департамент військово-морського флоту в Генуї. У 1888 році отримав звання інженера 1-го класу.
Джузеппе Рота був ініціатором створення дослідного басейну для експериментів з моделями кораблів. Міністр військово-морських сил Бенедетто Брін підтримав цю ідею, і протягом 1887-1889 років басейн був споруджений в Арсеналі Ла-Спеції. Джузеппе Рота був його першим директором, створивши потужний науково-дослідний центр. У цей період він написав монографію «Басейн для дослідів з корабельної архітектури у Королівському Арсеналі Ла-Спеції» ()італ. La Vasca per esperienze di Architettura Navale nel R.Arsenale di Spezia, яка була схвально прийнята у середовищі науковців та дослідників, що працювали у цій галузі.
У 1896 році отримав звання майора Корпусу інженерів флоту, у 1904 році - лейтенант-полковника. Брав участь у різноманітних конференціях із кораблебудування та судноплавства. У 1904 році залишив міністерство і працював заступником директора, а з 1906 року - директором верфі в Кастелламмаре-ді-Стабія. 
У 1909 році повернувся на службу до міністерства військово-морських сил, де очолив технічний відділ. У 1911 році отримав звання полковника та очолив Дирекцію з будівництва військово-морських кораблів (італ. Direzione generale delle costruzioni navali).
Брав участь в розробці крейсерів типу «Ніно Біксіо».
Разом з Едоардо Маздеа розробив перший італійський лінкор «Данте Аліг'єрі».
До літа 1914 року був директором з будівництва кораблів в Арсеналі Ла-Спеції, де в цей час будувався лінкор «Андреа Доріа» та завершувалась підготовка лінкора «Конте ді Кавур».
Після повернення до Риму Джузеппе Рота був призначений членом Комітету проєктів військово-морських кораблів (італ. Comitatp per i progetti delle nave). У 1917 році отримав звання генерал-майора і був призначений заступником директора департаменту з будівництва кораблів, у 1920 році став директором цього департаменту.
У 1923 році отримав звання генерал-віцеінспектора. У 1924 році представив міністру Паоло Таону ді Ревелю проєкт авіаносця водотоннажністю 12 000 тонн, який міг би нести до 40 літаків. Але через брак коштів проєкт не був реалізований.
Надалі Джузеппе Рота разом з Джузеппе Віанрм брав участь у розробці крейсерів типу «Альберто да Джуссано».
У 1926 році Джузеппе Рота отримав звання генерал-інспектора і був переведений в запас у зв'язку з досягненням граничного віку служби. У 1928 році призначений сенатором Сенату Королівства Італія.
У 1938 році вийшов у відставку.
Помер у Римі 24 грудня 1953 року.

## Нагороди
- Кавалер Ордена Корони Італії
- Офіцер Ордена Корони Італії
- Командор Ордена Корони Італії
- Великий офіцер Ордена Корони Італії
- Кавалер Великого хреста Ордена Корони Італії
- Командор Ордена Святих Маврикія та Лазаря
- Офіцер Ордена Святих Маврикія та Лазаря
- Командор Ордена Святих Маврикія та Лазаря